# Schiffweiler
Schiffweiler è un comune tedesco di 15 552 abitanti, situato nel land della Saarland.

## Storia

### Simboli
Lo stemma è stato concesso ufficialmente il 26 luglio 1976.
Gli elementi nello scudo sono ripresi dagli emblemi dei precedenti comuni: il raggio di carbonchio è il vecchio stemma di Schiffweiler, gli utensili da minatore erano simbolo di Landsweiler-Reden e Heiligenwald, la croce di Heiligenwald e la foglia di Stennweiler. L'argento simbolizza le miniere.
Lo stemma precedente, di nero, al raggio di carbonchio d'oro, era stato concesso il 10 luglio 1953. Questo era il simbolo dei cavalieri medievali von Greiffenclau, che vendettero le miniere e le fucine locali ai conti di Nassau-Saarbrücken nel 1430 per poi cedere i loro ultimi possedimenti nel villaggio nel 1599. Il colore nero simboleggia l'attività mineraria.

Stemma di Schiffweiler dal 1975
Stemma di Schiffweiler dal 1953 al 1975
Landsweiler-Reden
Heiligenwald
Stennweiler